# Llista de topònims de Sarrià de Ter
Llista de topònims (noms propis de lloc) del municipi de Sarrià de Ter, al Gironès
Informació actualitzada per un bot. Els canvis manuals es perdran quan s'actualitzi!

## curs d'aigua
| imatge | Nom               | Ubicat a                                                  | instància de               | Detalls                                                 | coordenades                                                                                             | Protecció                   | Commons (més fotos) | Dades a WD                    |
| ------ | ----------------- | --------------------------------------------------------- | -------------------------- | ------------------------------------------------------- | --- | --------------------------- | ------------------- | ----------------------------- |
|        | Ter               | Ripollès Osona Selva Gironès Baix Empordà                 | curs d'aigua riu principal | Desemboca: mar Mediterrània Llarg: 208km Conca: 3010km² | 42° 25′ 40″ N, 2° 15′ 24″ E / 42.427778°N,2.256667°E 42° 01′ 24″ N, 3° 11′ 31″ E / 42.02347°N,3.19187°E |                             | Ter River           | Modifica les dades a Wikidata |
|        | riera d'en Xuncla | Canet d'Adri Palol de Revardit Sant Gregori Sarrià de Ter | curs d'aigua               | Desemboca: Ter                                          | | bé cultural d'interès local | Riera d'en Xuncla   | Modifica les dades a Wikidata |

## edifici
| imatge | Nom     | Ubicat a      | instància de | Detalls                                  | coordenades                                                                                          | Protecció                   | Commons (més fotos)     | Dades a WD                    |
| ------ | ------- | ------------- | ------------ | ---------------------------------------- | --- | --------------------------- | ----------------------- | ----------------------------- |
|        | el Cau  | Sarrià de Ter | edifici      | Estil: arquitectura popular 20th century | 42° 00′ 46″ N, 2° 48′ 40″ E / 42.012764°N,2.811191°E ca:Pl. Francesc Alsina 79 msnm                  | bé cultural d'interès local |                         | Modifica les dades a Wikidata |
|        | el Coro | Sarrià de Ter | edifici      | 19th century                             | 42° 01′ 07″ N, 2° 49′ 31″ E / 42.018595°N,2.825317°E ca:Placeta de la Font, 9 - c. del Firal 54 msnm | bé cultural d'interès local | El Coro (Sarrià de Ter) | Modifica les dades a Wikidata |

## església
| imatge | Nom                                             | Ubicat a      | instància de | Detalls | coordenades                                                        | Protecció | Commons (més fotos)                             | Dades a WD                    |
| ------ | ----------------------------------------------- | ------------- | ------------ | ------- | ------------------------------------------------------------------ | --------- | ----------------------------------------------- | ----------------------------- |
|        | Mare de Déu de la Misericòrdia de Sarrià de Ter | Sarrià de Ter | església     |         | 42° 00′ 58″ N, 2° 49′ 25″ E / 42.016218377612°N,2.82350725016143°E |           | Mare de Déu de la Misericòrdia de Sarrià de Ter | Modifica les dades a Wikidata |
|        | Sant Pau de Sarrià de Dalt                      | Sarrià de Ter | església     |         | 42° 00′ 59″ N, 2° 48′ 33″ E / 42.016253773378°N,2.8092538493858°E  |           | Sant Pau de Sarrià de Dalt                      | Modifica les dades a Wikidata |

## jaciment arqueològic
| imatge | Nom              | Ubicat a      | instància de                       | Detalls | coordenades                                                               | Protecció                      | Commons (més fotos) | Dades a WD                    |
| ------ | ---------------- | ------------- | ---------------------------------- | ------- | ------------------------------------------------------------------------- | ------------------------------ | ------------------- | ----------------------------- |
|        | Pla de l'Horta   | Sarrià de Ter | jaciment arqueològic vil·la romana |         | 42° 00′ 54″ N, 2° 48′ 56″ E / 42.015°N,2.81568°E                          | bé cultural d'interès nacional | Pla de l'Horta      | Modifica les dades a Wikidata |
|        | Riera d'en Xuclà | Sarrià de Ter | jaciment arqueològic               |         | 42° 01′ 05″ N, 2° 48′ 19″ E / 42.018036111111°N,2.8053694444444°E 68 msnm |                                |                     | Modifica les dades a Wikidata |

## masia
| imatge | Nom            | Ubicat a      | instància de | Detalls | coordenades                                                                  | Protecció | Commons (més fotos)         | Dades a WD                    |
| ------ | -------------- | ------------- | ------------ | ------- | ---------------------------------------------------------------------------- | --------- | --------------------------- | ----------------------------- |
|        | Ca l'Avençador | Sarrià de Ter | masia        |         | 42° 00′ 22″ N, 2° 48′ 32″ E / 42.0061703703958°N,2.80876621726072°E          |           |                             | Modifica les dades a Wikidata |
|        | Ca la Xolis    | Sarrià de Ter | masia        |         | 42° 01′ 16″ N, 2° 49′ 12″ E / 42.0212205670791°N,2.81996642795032°E          |           |                             | Modifica les dades a Wikidata |
|        | Can Camós      | Sarrià de Ter | masia        |         | 42° 00′ 37″ N, 2° 48′ 31″ E / 42.0102680130871°N,2.80853656465541°E          |           |                             | Modifica les dades a Wikidata |
|        | Can Corbera    | Sarrià de Ter | masia        |         | 42° 00′ 14″ N, 2° 48′ 36″ E / 42.0038938033165°N,2.81004095731373°E          |           |                             | Modifica les dades a Wikidata |
|        | Can Gelada     | Sarrià de Ter | masia        |         | 42° 01′ 20″ N, 2° 49′ 12″ E / 42.0222652935042°N,2.81993932298908°E          |           |                             | Modifica les dades a Wikidata |
|        | Can Marc       | Sarrià de Ter | masia        |         | 42° 01′ 13″ N, 2° 48′ 46″ E / 42.0203084508557°N,2.81280641492417°E          |           |                             | Modifica les dades a Wikidata |
|        | Can Marieta    | Sarrià de Ter | masia        |         | 42° 00′ 29″ N, 2° 48′ 18″ E / 42.0079654554249°N,2.80505344044037°E 113 msnm |           | Can Marieta (Sarrià de Ter) | Modifica les dades a Wikidata |
|        | Can Nadal      | Sarrià de Ter | masia        |         | 42° 00′ 47″ N, 2° 48′ 41″ E / 42.0129206124712°N,2.81134258813433°E          |           |                             | Modifica les dades a Wikidata |
|        | Can Rovira     | Sarrià de Ter | masia        |         | 42° 00′ 36″ N, 2° 48′ 20″ E / 42.0098935033279°N,2.80542192787708°E          |           |                             | Modifica les dades a Wikidata |
|        | Can Telleda    | Sarrià de Ter | masia        |         | 42° 01′ 08″ N, 2° 48′ 51″ E / 42.0190138369975°N,2.81424753126305°E          |           |                             | Modifica les dades a Wikidata |
|        | Can Tiranda    | Sarrià de Ter | masia        |         | 42° 00′ 53″ N, 2° 48′ 35″ E / 42.0147463604281°N,2.80976711670029°E          |           |                             | Modifica les dades a Wikidata |
|        | Can Xuncla     | Sarrià de Ter | masia        |         | 42° 00′ 49″ N, 2° 48′ 14″ E / 42.0137094837483°N,2.80375570592689°E 89 msnm  |           | Can Xuncla                  | Modifica les dades a Wikidata |
|        | Mas Mates      | Sarrià de Ter | masia        |         | 42° 00′ 48″ N, 2° 48′ 27″ E / 42.0134186462056°N,2.80752470361228°E          |           |                             | Modifica les dades a Wikidata |
|        | Mas Rovira     | Sarrià de Ter | masia        |         | 42° 00′ 12″ N, 2° 48′ 46″ E / 42.0033850477075°N,2.81285602903473°E          |           |                             | Modifica les dades a Wikidata |
|        | l'Horta        | Sarrià de Ter | masia        |         | 42° 00′ 59″ N, 2° 49′ 04″ E / 42.0164255909499°N,2.81778178805847°E          |           |                             | Modifica les dades a Wikidata |

## molí d'aigua
| imatge | Nom              | Ubicat a      | instància de                       | Detalls                     | coordenades                                                         | Protecció                                  | Commons (més fotos) | Dades a WD                    |
| ------ | ---------------- | ------------- | ---------------------------------- | --------------------------- | ------------------------------------------------------------------- | ------------------------------------------ | ------------------- | ----------------------------- |
|        | Molí d'en Tomàs  | Sarrià de Ter | molí d'aigua molí Ús: molí fariner | Estil: arquitectura popular | 42° 01′ 13″ N, 2° 48′ 16″ E / 42.0204113955979°N,2.80432695079245°E | bé integrant del patrimoni cultural català |                     | Modifica les dades a Wikidata |
|        | Molí d'en Xuncla | Sarrià de Ter | molí d'aigua Ús: molí fariner      | Estil: arquitectura popular | 42° 00′ 28″ N, 2° 48′ 38″ E / 42.007892°N,2.810497°E                | bé integrant del patrimoni cultural català |                     | Modifica les dades a Wikidata |

## nucli de població
| imatge | Nom                 | Ubicat a      | instància de      | Detalls | coordenades                                                         | Protecció | Commons (més fotos) | Dades a WD                    |
| ------ | ------------------- | ------------- | ----------------- | ------- | ------------------------------------------------------------------- | --------- | ------------------- | ----------------------------- |
|        | Sarrià de Dalt      | Sarrià de Ter | nucli de població |         | 42° 00′ 57″ N, 2° 48′ 33″ E / 42.0157721900631°N,2.80920848542501°E |           |                     | Modifica les dades a Wikidata |
|        | el Pla dels Vinyers | Sarrià de Ter | nucli de població |         | 42° 01′ 03″ N, 2° 49′ 02″ E / 42.017395°N,2.817166°E 66 msnm        |           |                     | Modifica les dades a Wikidata |

## Misc
| imatge | Nom                                | Ubicat a                          | instància de                                                                   | Detalls                                                                                                  | coordenades                                                                                   | Protecció                                  | Commons (més fotos)                    | Dades a WD                    |
| ------ | ---------------------------------- | --------------------------------- | ------------------------------------------------------------------------------ | --- | --------------------------------------------------------------------------------------------- | ------------------------------------------ | -------------------------------------- | ----------------------------- |
|        | Antigues escoles                   | Sarrià de Ter                     | edifici escolar                                                                | Arquitecte: Rafael Masó i Valentí Estil: arquitectura modernista modernisme català noucentisme 1909 1910 | 42° 01′ 00″ N, 2° 49′ 29″ E / 42.016666666667°N,2.8247222222222°E ca:Carrer Major, 59 65 msnm | bé integrant del patrimoni cultural català | Dispensaris Municipals (Sarrià de Ter) | Modifica les dades a Wikidata |
|        | Muntanya d'en Massolet             | Sarrià de Ter                     | muntanya                                                                       | | 42° 00′ 32″ N, 2° 50′ 32″ E / 42.0088°N,2.8421°E 335.9 msnm                                   |                                            |                                        | Modifica les dades a Wikidata |
|        | Muntanya de Can Ribes              | Sarrià de Ter                     | serra                                                                          | | 42° 00′ 45″ N, 2° 50′ 22″ E / 42.01263611°N,2.83953056°E                                      |                                            |                                        | Modifica les dades a Wikidata |
|        | Polígon industrial Pla d'en Xuncla | Sarrià de Ter                     | polígon industrial                                                             | | 42° 00′ 21″ N, 2° 48′ 53″ E / 42.0058018356033°N,2.81470862191953°E                           |                                            |                                        | Modifica les dades a Wikidata |
|        | Pont d'en Xuncla                   | Sarrià de Ter                     | pont                                                                           | | 42° 00′ 30″ N, 2° 49′ 00″ E / 42.0083626620772°N,2.81653678833167°E                           |                                            |                                        | Modifica les dades a Wikidata |
|        | Sarrià de Ter                      | Sarrià de Ter                     | entitat singular de població ens local històric de Catalunya capital municipal | 5378 hab                                                                                                 | 42° 01′ 00″ N, 2° 50′ 00″ E / 42.01667°N,2.83333°E 64 msnm                                    |                                            |                                        | Modifica les dades a Wikidata |
|        | Turó d'en Guilana                  | Sant Julià de Ramis Sarrià de Ter | volcà extint                                                                   | | 42° 01′ 32″ N, 2° 48′ 22″ E / 42.02546°N,2.806233°E 184 msnm                                  |                                            | Turó d'en Guilana                      | Modifica les dades a Wikidata |
|        | casa consistorial de Sarrià de Ter | Sarrià de Ter                     | casa consistorial                                                              | Estil: noucentisme                                                                                       | 42° 01′ 01″ N, 2° 49′ 30″ E / 42.017023°N,2.824951°E 65 msnm                                  | bé integrant del patrimoni cultural català | Ajuntament de Sarrià de Ter            | Modifica les dades a Wikidata |
|        | els Japons                         | Sarrià de Ter                     | cabana                                                                         | | 42° 00′ 52″ N, 2° 49′ 18″ E / 42.0144771351401°N,2.82159174866612°E                           |                                            |                                        | Modifica les dades a Wikidata |